# Gymnophyton
Gymnophyton es un género de plantas con flores perteneciente a la familia Apiaceae.  Comprende 10 especies descritas y de estas, solo 6 aceptadas.

## Taxonomía
El género fue descrito por  Dominique Clos y publicado en Flora Chilena 3: 102. 1848. La especie tipo es: Gymnophyton polycephalum Clos		

## Especies seleccionadas
A continuación se brinda un listado de las especies del género Gymnophyton aceptadas hasta septiembre de 2012, ordenadas alfabéticamente. Para cada una se indica el nombre binomial seguido del autor, abreviado según las convenciones y usos.
- Gymnophyton flexuosum Clos
- Gymnophyton foliosum Phil.
- Gymnophyton isatidicarpum Mathias & Constance
- Gymnophyton polycephalum Clos
- Gymnophyton robustum Clos
- Gymnophyton spinosissimum Phil.